# ادوارد کالن
ادوارد آنتونی مایسن کالِن یک شخصیت تخیلی در کتاب گرگ و میش (شفق) و یکی از ۲ شخصیت اصلی داستان است. نقش ادوارد کالن در سری فیلم‌های گرگ و میش را رابرت پتینسون بازی کرده است.
ادوارد کالن در ۲۰ ژوئن سال ۱۹۰۱ در واشینگتن به دنیا آمد. او در سن ۱۷ سالگی به بیماری آنفلونزا دچار شد. پدر او در همان موج اول آنفلونزا کشته شد ولی ادوارد به همراه مادرش در بیمارستانی که کارلایل پزشک آن بود بستری شد. کارلایل که خون‌آشام بود به درخواست مادر ادوارد، ادوارد را در سال ۱۹۱۸ به خون‌آشام تبدیل کرد. ادوارد سال‌های زیادی با کارلایل زندگی کرد و در این مدت اِزمه، اِمِت، رزالی، آلیس و جاسپر به خانواده افزوده شدند.
پس از گذشت حدود ۱۰۰ سال از زندگی ادوارد او با بلا سوان آشنا شد، که یک انسان بود. بلا با وجود اینکه متوجه شد که ادوارد یک خون‌آشام است او را دیوانه‌وار دوست داشت. ادوارد نیز به شدت به او علاقه‌مند بود اما برای آن‌که او را از خطر دور نگه دارد او را ترک کرد. زمانی که به او به اشتباه خبر دادند که بلا مرده‌است به ایتالیا پیش خانوادهٔ ولتوری رفت و از آن‌ها درخواست کرد او را بکشند ولی پیش از آن‌که دست به تحریک خانوادهٔ ولتوری بزند بلا را برای نجات جان او به ایتالیا رفت و آن‌ها به همراه آلیس کالن به فورکس بازگشتند. پس از اتفاق‌های بسیار، ادوارد و بلا با یکدیگر ازدواج کردند. در کتاب سوم جان بلا به خاطر خون‌آشامی به نام ویکتوریا به خطر می‌افتد اما سرانجام ادوارد او را می‌کشد. در کتاب آخر هم بلا و ادوارد باهم ازدواج می‌کنند و بلا حامله می‌شود و پس از زایمان ادوارد او را با تزریق زهر خود به قلبش به یک خون‌آشام تبدیل کرد و آن‌ها صاحب دختری به نام رِنِزمِی شدند. او نیمه انسان و نیمه خون‌آشام بود. همچنین آن‌ها با خاندان ولتری درگیر می‌شوند اما این مشکل به کمک دوستانشان برطرف می‌گردد.
قابلیت‌ها: سرعت بسیار زیاد
قدرت بسیار زیاد 
قابلیت خواندن ذهن افراد